# Jean-Pierre Monnier
Pour les articles homonymes, voir Monnier.
Jean-Pierre Monnier, né à Saint-Imier (Jura bernois) le 20 décembre 1921, décédé le 29 novembre 1997 à Epautheyres (Vaud) est un écrivain suisse.

## Biographie
Jean-Pierre Monnier étudie à Porrentruy, Neuchâtel et Berne. Il enseigne au gymnase de Neuchâtel durant une quarantaine d'années. Jean-Pierre Monnier entame sa carrière littéraire après sa rencontre, en 1949, avec Pierre de Lescure, fondateur des Éditions de Minuit sous l'occupation. Avec de jeunes écrivains français et étrangers, il participe à la création de la revue Roman. 
Il publie ses trois premiers livres dès 1953 aux Éditions Plon, à Paris. Jean-Pierre Monnier publiera en Suisse dès 1965. Quatre de ses livres ont été traduits en allemand. Jean-Pierre Monnier s'est essayé à différents genres d'écriture : le roman avec notamment L’Amour difficile, La Clarté de la nuit, Les Algues du fond ou La Terre promise, l'essai avec L’Âge ingrat du roman et Écrire en Suisse romande entre le ciel et la nuit. Son récit L'Allégement a été adapté au cinéma par Marcel Schüpbach. L'écrivain a encore livré une sorte d'autobiographie littéraire, Pour mémoire. 
Homme modeste et discret, il ne peut cependant être considéré, malgré son attachement à son Jura natal, comme un auteur régionaliste. Écrivain de l'émotion, de la sensation, il voulait exprimer dans une langue austère « quelque chose de l'homme […] en cherchant à le connaître dans sa solitude, ses peurs, dont celle de la mort, et pourtant son désir de l'autre ».
En 1961, il a épousé Monique Laederach, écrivain, dont il s'est séparé en 1973 puis s'est remarié à Françoise Quillet en 1975. Ils ont eu un fils, Jean, en 1981.
Il était membre de l'Institut jurassien et de la Communauté européenne des écrivains. Il a vécu à Colombier (Neuchâtel) et à Epautheyres (Vaud).

## Récompenses[1]
- Prix Charles Veillon, 1957
- Prix Schiller, 1961 et 1980
- Prix de l'Institut neuchâtelois, 1967
- Prix Suisse-Canada, 1986

## Œuvres
- L'Amour difficile, Éditions Plon, 1953
- La Clarté de la nuit, Éditions Plon, 1956
- Franches-Montagnes, Éditions du Griffon, 1959
- La terre première, Éditions de La Baconnière, 1965
- L'âge ingrat du roman, Éditions de La Baconnière, 1967
- Tramelan, Éditions du Griffon, 1967
- L'arbre un jour, Cahiers de la Renaissance vaudoise, 1971
- L'allégement, Éditions Bertil Galland, 1975
- La clarté de la nuit, Éditions L'Âge d'homme, 1982
- Ces vols qui n'ont pas fui, Bernard Campiche éditeur, 1986
- Les Algues du Fond, Éditions Plon, 1960, Prix Schiller, 1961
- Œuvres I, II, III, Éditions Bernard Campiche, 1997
- La langue et le politique : enquête auprès de quelques écrivains suisses de langue française, Éditions de l'Aire, Vevey, 2001

## Adaptations
- L'Allégement : adaptation au cinéma par Marcel Schüpbach (1983)